# Manuel Menchón Romero
Manuel Menchón Romero (Màlaga, 26 de gener de 1977) és un director de cinema i guionista espanyol. La seva obra abasta el documental i el cinema de ficció.

## Biografia
Les seves primeres experiències en l'audiovisual són el sector del corporatiu, que poc després deixen pas al cinema publicitari, compaginat amb el videoclip i el gènere documental, per a Metges del Món, Candidatura Olímpica de Madrid, AENA, Universal Music Spain, entre d'altres.
En 2008 produeix i dirigeix el seu primer llargmetratge documental, Malta Radio. Aquesta pel·lícula està centrada en el drama dels refugiats que tracten de travessar la Mediterrània a la recerca d'un futur a Europa. Compta amb la col·laboració en la banda sonora de figures com Manu Chao, Coti o el raper Zénit.
En 2016 estrena en cinemes el seu primer llargmetratge de ficció La isla del viento de la qual h'és director i guionista. Hi aborda per primera vegada al cinema la figura de Miguel de Unamuno. La pel·lícula és protagonitzada per José Luis Gómez i Víctor Clavijo. La isla del viento es va estrenar en el 30è Festival Internacional de Cinema de Mar del Plata (categoria A) en la secció oficial a competició. El 2020 va estrenar a la Seminci el documental Palabras para un fin del mundo on qüestiona la versió oficial sobre la mort de Miguel de Unamuno.

## Filmografia
| Any  | Pel·lícula                     | Mode                 |
| ---- | ------------------------------ | -------------------- |
| 2009 | Malta Radio                    | Director i guionista |
| 2015 | La isla del viento             | Director i guionista |
| 2020 | Palabras para un fin del mundo | Director i guionista |